# NGC 4724
NGC 4724 est une galaxie lenticulaire située dans la constellation du Corbeau. Sur les sources consultées, il n'existe aucune mesure du décalage vers le rouge de cette galaxie et aucune mesure de sa distance par des méthodes indépendantes du décalage. La distance à laquelle elle se trouve est donc inconnue. NGC 4724 a été découverte par l'astronome germano-britannique William Herschel en 1785.